# اریک آرتورو دلوایه
اریک آرتورو دلوایه (انگلیسی: Eric Arturo Delvalle; زاده ۲ فوریهٔ ۱۹۳۷ – درگذشته ۲ اکتبر ۲۰۱۵) سیاستمدار اهل پاناما بود. وی از ۲۸ سپتامبر ۱۹۸۵ تا ۲۶ فوریه ۱۹۸۸ رئیس‌جمهور پاناما بود.
اریک آرتورو دلوایه در ۲ اکتبر ۲۰۱۵، در سن ۷۸ سالگی در ایالات متحده آمریکا درگذشت.